# Scandinavian Trading Company
Scandinavian Trading Company (STC) var ett svenskt företag inom oljehandel som genererade stora vinster under slutet av 1970- och början av 1980-talen. STC ägdes under denna tid av Beijerinvest och företaget leddes av Tedde Jeansson. När Beijerinvest 1981 gick ihop med Volvo AB hamnade STC inom Volvo-sfären.
Ursprunget till STC:s vinster var att de förmedlade olja mellan stora oljebolag i olika delar av världen, och utnyttjade prisskillnader som inte var allmänt kända. Från mitten av 1980-talet skedde ökad terminshandel med olja, med mer transparent prissättning som följd, vilket ledde till minskande vinstmarginaler för STC och liknande oljehandelsbolag. Ett kraftigt oljeprisfall 1983 ledde därefter till stora förluster inom STC. 1989 sålde Volvo STC till Interfinans, som ägdes av den tidigare STC-anställde affärsmannen Holger Hjelm. 1992 slogs STC och Interfinans ihop till STC Interfinans. Oljehandelsverksamheten, det ursprungliga STC:s verksamhet, lades ner år 2000, men namnet STC finns kvar i det tidigare moderbolaget STC Interfinans namn.